# Пятихатки (Ростовская область)
Пятихатки — хутор в Неклиновском районе Ростовской области.
Входит в состав Синявского сельского поселения.

## География
Находится ровно посередине между Ростовом-на-Дону и Таганрогом, в 25 километрах от обоих городов.

### Улицы
- ул. Верхняя,
- ул. Сиреневая,
- пер. Заречный,
- пер. Таганрогский.

## История
Хутор известен своими кафе, в которых останавливаются дальнобойщики и путешественники для того, чтобы отведать знаменитую «пятихатскую» солянку.

## Население
| 2010 |
| ---- |
| 39   |